# Mariebo
Mariebo är en stadsdel i Jönköping. Stadsdelen består till största delen av villor. Från Mariebo kommer idrottsklubben Mariebo IK. Stadsdelen ligger strax sydväst om Jönköpings centrum och delar av det ligger på höjderna som omger staden. På Mariebo har flera berömdheter bott.
Kollektivtrafikens stadsbusslinjerna 10 och 18 gick till Mariebo till hösten 2010 då de ersattes med linje 27, som körs från Månsarp till Mariebo som slutstation. Sedan 2022 trafikerar även linje 31 och efter tidtabellsskiftet hösten 2023 förlängdes även linje 11 vidare från Samset till Mariebos vändplan.